# Whiskey in a Bottle
«Whiskey in a Bottle» — третій сингл американського репера Yelawolf з його третього студійного альбому Love Story. Містить елементи з «Adormeceu», авторства Антоніо Цезаря Альбукерке де Мерсес і Хорхе Перейри да Невес.

## Запис і продакшн
Як і багато пісень з платівки «Whiskey in a Bottle» записано на Blackbird Studios у Нашвіллі, штат Теннессі. Звукорежисер, зведення: Меттью Гейс. Продакшн, клавішні, педи, барабани, програмування: Вільям «WLPWR» Вашинґтон. Гітара: Майк Гартнетт. Бас-гітара: Роб «Stone» К'юртон. Помічник звукорежисера зі зведення: Ренді Ворнкен.

## Відеокліп
Режисер: Майкл Михаїл. Кліп знято у Нашвіллі. Прем'єра відбулась 2 березня 2015.